# Termitero

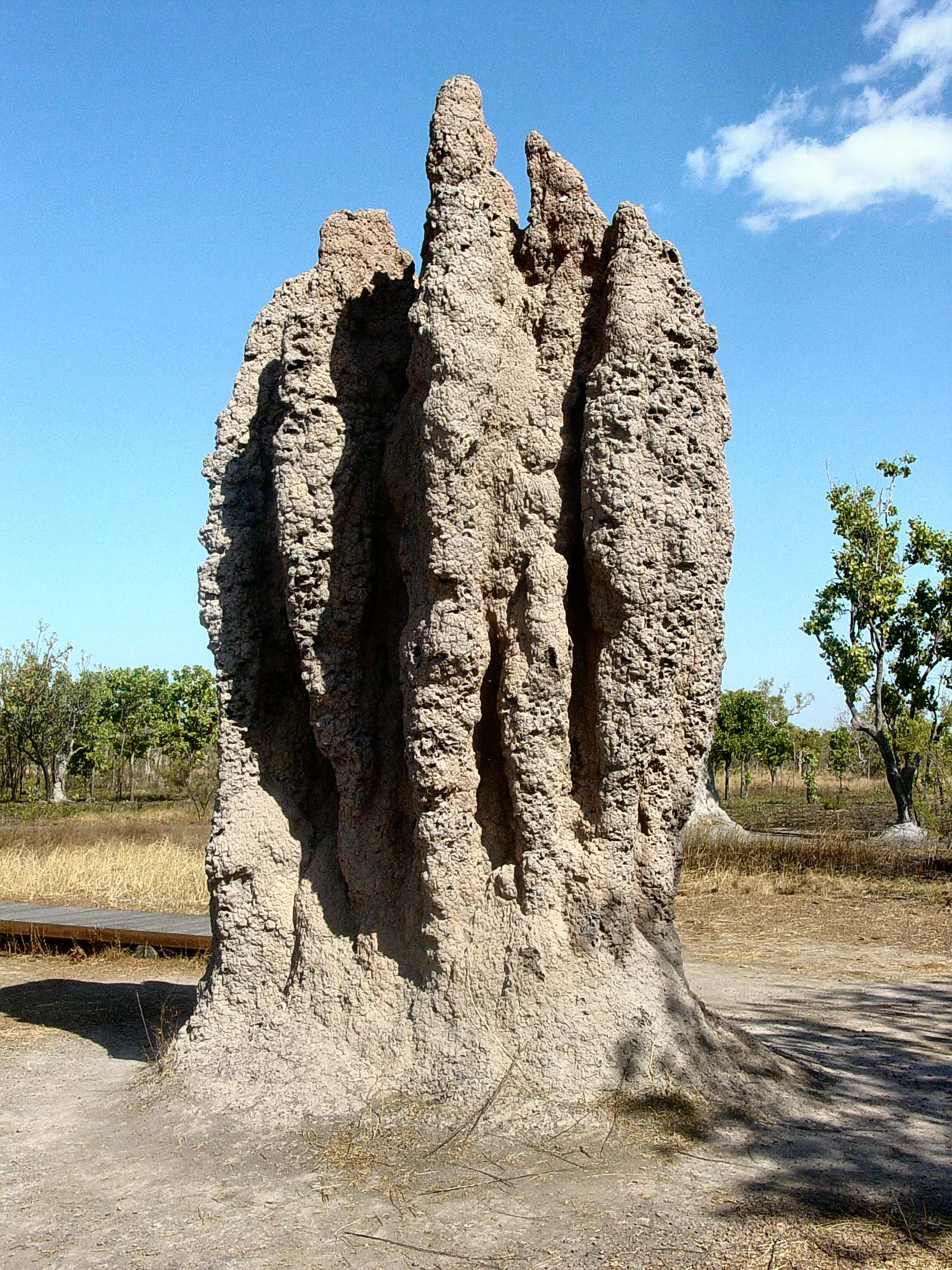
Imagen de un termitero.

Un termitero es la colonia de las termitas (Isoptera), donde cuidan a la reina, nacen las larvas, las crían y se convierten en soldados, obreras o futuras reinas. Poseen una cámara subterránea, la cual es la principal cámara del termitero. La parte superior es un dispositivo de ventilación, que además hace sombra para que el termitero se refresque.